# Frank Rijkaard
Franklin Edmundo „Frank“ Rijkaard (* 30. September 1962 in Amsterdam) ist ein ehemaliger niederländischer Fußballspieler und -trainer.
Als Teil der „niederländischen Achse“ beim AC Mailand gewann er als Spieler den Europapokal der Landesmeister und als niederländischer Nationalspieler die Europameisterschaft. Als Spieler von Ajax und als Trainer des FC Barcelona wurde er Champions-League-Sieger. In Deutschland wurde er vor allem wegen seiner Spuck-Attacke gegen Rudi Völler bei der WM 1990 bekannt.

## Persönliches
Frank Rijkaard kam als Sohn der Niederländerin Neel und des Surinamesen Herman Rijkaard zur Welt.
Sein Vater war selbst aktiver Fußballspieler.
Rijkaard ist mit dem ehemaligen Kindermädchen seiner ersten zwei Kinder verheiratet und Vater von insgesamt vier Kindern.

## Spielerkarriere

### Verein

#### Ajax Amsterdam

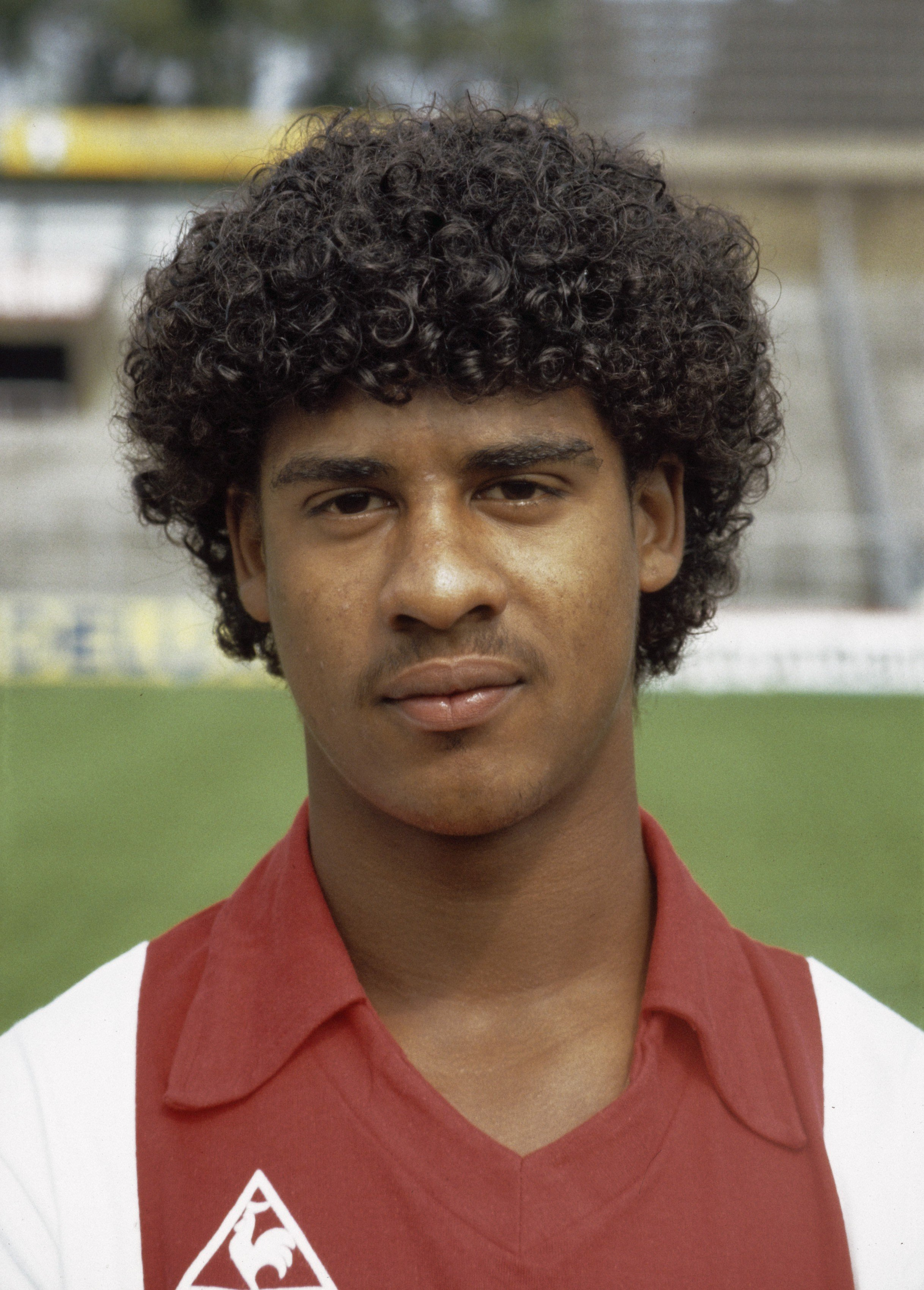
Rijkaard im Trikot von Ajax Amsterdam (1981)

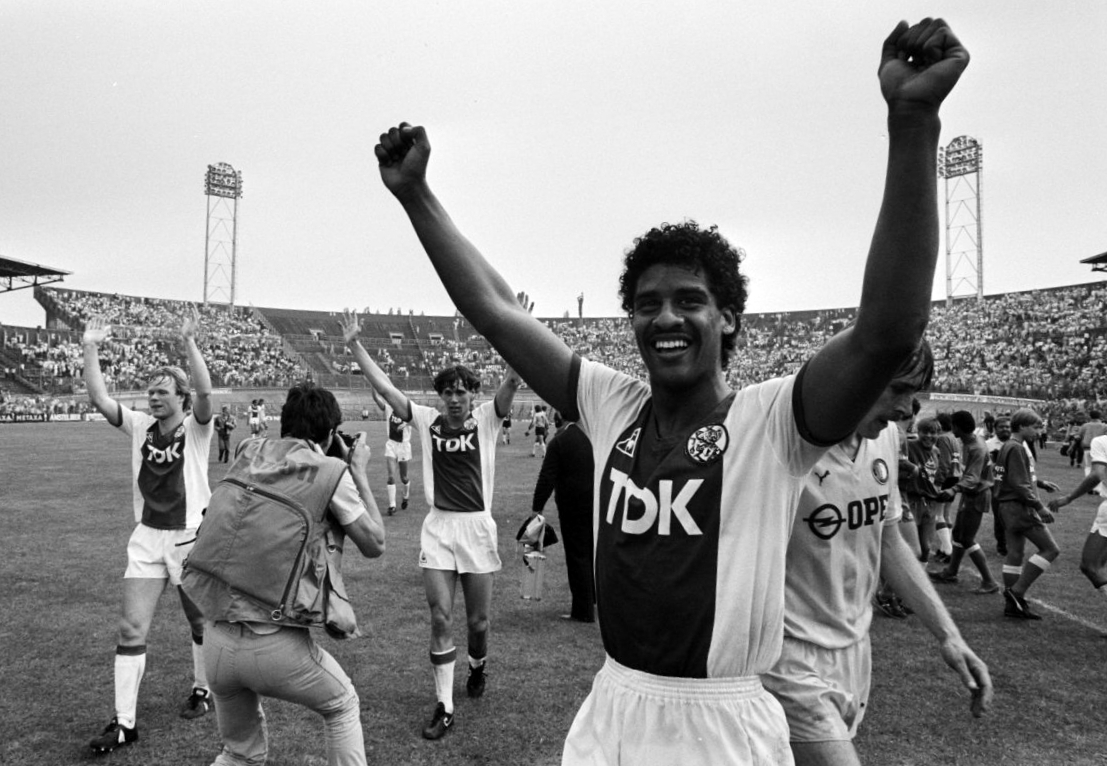
Rijkaard im Trikot von Ajax Amsterdam (1985)

Rijkaard begann seine Profikarriere 1980 bei Ajax Amsterdam. Bereits zur Saison 1980/81 beorderte ihn Cheftrainer Leo Beenhakker in den Profikader des Vereins. Am 23. August 1980 gab der Mittelfeldspieler schließlich sein Debüt im Spiel gegen die Go Ahead Eagles und schoss zugleich seinen ersten Treffer für Ajax. Im Verlauf seines ersten Profijahres kam der damalige Jungspieler zu regelmäßigen Einsätzen.
Im Folgejahr konnte Rijkaard seine erste Meisterschaft mit dem AFC feiern. 1982/83 konnte dieser Titel verteidigt werden. Eine weitere nationale Meisterschaft wurde 1985 gewonnen. Während seiner ersten sieben Jahre in Amsterdam kamen neben den Erfolgen in der Liga drei Triumphe im KNVB-Pokal hinzu. 1986/87 gewann der Mittelfeld-Allrounder seinen ersten internationalen Titel: Im Europapokal der Pokalsieger erreichte der Klub das Finale. Dabei wurden namhafte Teams wie Olympiakos Piräus und Real Saragossa bezwungen. Im Endspiel stand die Mannschaft dem 1. FC Lokomotive Leipzig gegenüber und gewann mit 1:0.

#### Wechsel ins Ausland
Im September 1987 kam es zum Bruch zwischen Rijkaard und Trainer Johan Cruyff; er ging ins Ausland und unterschrieb bei Sporting Lissabon. Da dieser Wechsel zu spät stattfand, wurde Rijkaard jedoch für alle Wettbewerbe gesperrt. Deshalb entschieden die Sporting-Verantwortlichen, ihn an die spanische Mannschaft Real Saragossa zu verleihen. Noch während dieser Zeit unterzeichnete Rijkaard einen Vertrag mit dem AC Mailand und schloss sich diesem zur Saison 1988/89 an. Dort entwickelte er sich zu einem der besten defensiven Mittelfeldspieler der Welt. Die niederländische Achse beim italienischen Traditionsverein mit Rijkaard in der Defensive, Ruud Gullit als Mittelfeldregisseur und Marco van Basten als Torjäger im Sturm sorgte für die erfolgreichste Zeit in der Geschichte des AC Mailand. 1989 holte man den Europapokal der Landesmeister gegen Steaua Bukarest, im Jahr darauf gegen Benfica Lissabon. Im Finale von 1990 schoss Rijkaard den einzigen Treffer beim 1:0-Sieg. 1992 und 1993 wurde die italienische Meisterschaft gewonnen.

#### Rückkehr zu Ajax
Im Sommer 1993 lockte ihn Louis van Gaal wieder nach Amsterdam. Dort bildete er mit Danny Blind den Defensivblock der Amsterdamer. Auf Anhieb holte die Mannschaft die niederländische Meisterschaft und konnte diese 1995 verteidigen. 1995 kam das Team ins Finale um den Europapokal der Landesmeister, der inzwischen in UEFA Champions League umbenannt worden war. Dort stand Rijkaard seiner alten Mannschaft aus Mailand bereits zweimal in der Vorrunde der Gruppe D gegenüber. Beide Male setzen sich die Amsterdamer durch; so auch im Endspiel, als Patrick Kluivert den entscheidenden Treffer erzielte und Rijkaard damit seinen dritten Landesmeisterpokal gewann. Mit diesem Erfolg beendete er seine aktive Karriere.

### Nationalmannschaft
Der surinamischstämmige Rijkaard war einer der Spieler, die mit den Niederlanden bei der Fußball-Europameisterschaft 1988 in Deutschland den Titel gewannen. Nach dem historischen 2:1-Halbfinalerfolg gegen Deutschland bezwangen die Niederlande die Sowjetunion im Finale mit 2:0 und gewannen erstmals einen internationalen Titel.
Im weiteren Verlauf seiner Karriere nahm Rijkaard auch an den Weltmeisterschaften von 1990 und 1994 sowie an der Europameisterschaft 1992 in Schweden teil. Wie schon 1990 scheiterte die niederländische Mannschaft auch in den Jahren 1992 und 1994 an den späteren Siegern. In Schweden 1992 war im Halbfinale gegen Dänemark, in den USA 1994 im Viertelfinale gegen Brasilien Schluss.

### Spuck-Attacke
Im Achtelfinale der Weltmeisterschaft 1990 in Mailand traf Rijkaard mit seinem Team auf die deutsche Nationalmannschaft. Dabei kam es zu einem Eklat, als Rijkaard den deutschen Stürmer Rudi Völler beim Stand von 0:0 anspuckte. Der argentinische Schiedsrichter Juan Carlos Loustau ordnete die Situation so ein, dass er Völler eine Mitschuld an dieser Tätlichkeit gab und beiden Spielern die Rote Karte zeigte und damit vom Platz stellte. Als sich Völler und Rijkaard daraufhin Richtung Kabine begaben, hielten die Fernsehbilder fest, wie Rijkaard nochmals in Richtung Völler spuckte. Diese Aktion galt als einer der prägenden Momente der niederländisch-deutschen Rivalität.
Rijkaard schrieb 1996 einen offenen Brief, in dem er sein Verhalten bedauerte.

## Erfolge als Spieler

### Im Verein

#### Ajax Amsterdam
- Niederländischer Meister (5): 1981/82, 1982/83, 1984/85, 1993/94, 1994/95
- Niederländischer Pokalsieger (3): 1982/83, 1985/86, 1986/87
- Niederländischer Supercupsieger (2): 1993, 1994
- Europapokalsieger der Pokalsieger: 1986/87
- UEFA-Champions-League-Sieger: 1994/95

#### AC Mailand
- Europapokalsieger der Landesmeister (2): 1988/89, 1989/90
- Weltpokalsieger (2): 1989, 1990
- Italienischer Meister (2): 1991/92, 1992/93
- Italienischer Supercupsieger: 1988, 1992

### In der Nationalmannschaft
- Europameister: 1988

### Individuell
- Fußballer des Jahres der Niederlande (2): 1985, 1987
- Italiens Fußballer des Jahres: 1992
- Bester ausländischer Spieler der Serie A: 1992
- 2. Platz bei der Wahl des Ballon d’Or Dream Teams (Defensives Mittelfeld)

## Saisonstatistik
| Verein            | Liga             | Saison          | Liga   | Liga | Nat. Pokal | Nat. Pokal | Europapokal | Europapokal | Andere | Andere | Gesamt | Gesamt |
| Verein            | Liga             | Saison          | Spiele | Tore | Spiele     | Tore       | Spiele      | Tore        | Spiele | Tore   | Spiele | Tore   |
| ----------------- | ---------------- | --------------- | ------ | ---- | ---------- | ---------- | ----------- | ----------- | ------ | ------ | ------ | ------ |
| Ajax Amsterdam    | Eredivisie       | 1980/81         | 24     | 4    | 6          | 0          | 1           | 1           | -      | -      | 31     | 5      |
| Ajax Amsterdam    | Eredivisie       | 1981/82         | 27     | 4    | 1          | 0          | -           | -           | -      | -      | 28     | 4      |
| Ajax Amsterdam    | Eredivisie       | 1982/83         | 25     | 3    | 6          | 1          | -           | -           | -      | -      | 31     | 4      |
| Ajax Amsterdam    | Eredivisie       | 1983/84         | 23     | 9    | 2          | 0          | 1           | 0           | -      | -      | 26     | 9      |
| Ajax Amsterdam    | Eredivisie       | 1984/85         | 34     | 7    | 4          | 1          | 4           | 1           | -      | -      | 42     | 9      |
| Ajax Amsterdam    | Eredivisie       | 1985/86         | 31     | 9    | 6          | 4          | 2           | 0           | -      | -      | 39     | 13     |
| Ajax Amsterdam    | Eredivisie       | 1986/87         | 34     | 7    | 7          | 0          | 9           | 2           | -      | -      | 50     | 9      |
| Ajax Amsterdam    | Eredivisie       | 1987/88         | 8      | 3    | -          | -          | 1           | 1           | -      | -      | 9      | 4      |
| Gesamt            | Gesamt           | Gesamt          | 206    | 46   | 32         | 6          | 18          | 5           | -      | -      | 256    | 57     |
| Sporting Lissabon | Primeira Liga    | 1987/88         | 0      | 0    | -          | -          | -           | -           | -      | -      | 0      | 0      |
| Gesamt            | Gesamt           | Gesamt          | 0      | 0    | -          | -          | -           | -           | -      | -      | 0      | 0      |
| Real Saragossa    | Primera División | 1987/88         | 11     | 0    | -          | -          | -           | -           | -      | -      | 11     | 0      |
| Gesamt            | Gesamt           | Gesamt          | 11     | 0    | -          | -          | -           | -           | -      | -      | 11     | 0      |
| AC Mailand        | Serie A          | 1988/89         | 31     | 4    | 6          | 0          | 9           | 1           | 1      | 1      | 47     | 6      |
| AC Mailand        | Serie A          | 1989/90         | 29     | 2    | 6          | 0          | 12          | 2           | -      | -      | 44     | 4      |
| AC Mailand        | Serie A          | 1990/91         | 30     | 3    | 2          | 0          | 7           | 3           | -      | -      | 39     | 6      |
| AC Mailand        | Serie A          | 1991/92         | 30     | 5    | 5          | 0          | -           | -           | -      | -      | 35     | 5      |
| AC Mailand        | Serie A          | 1992/93         | 22     | 2    | 5          | 0          | 6           | 3           | -      | -      | 33     | 5      |
| Gesamt            | Gesamt           | Gesamt          | 142    | 16   | 24         | 0          | 34          | 9           | 1      | 1      | 201    | 26     |
| Ajax Amsterdam    | Eredivisie       | 1993/94         | 30     | 10   | 4          | 0          | 6           | 1           | 1      | 0      | 41     | 11     |
| Ajax Amsterdam    | Eredivisie       | 1994/95         | 26     | 2    | 2          | 0          | 10          | 0           | 1      | 0      | 39     | 2      |
| Gesamt            | Gesamt           | Gesamt          | 56     | 12   | 6          | 0          | 16          | 1           | 2      | 0      | 80     | 13     |
| Karriere Gesamt   | Karriere Gesamt  | Karriere Gesamt | 415    | 74   | 62         | 6          | 68          | 15          | 3      | 1      | 548    | 96     |

*Quelle: footballdatabase.eu, national-football-teams.com

## Trainerkarriere

### Oranje
Als Nationaltrainer der Niederlande führte er seine Mannschaft bei der Heim-EM 2000 bis ins Halbfinale, wo sie nach Elfmeterschießen gegen Italien ausschied. Rijkaard, der wenige Wochen zuvor verlautbart hatte, dass nur der Einzug ins Finale von Bedeutung für ihn sei, trat daraufhin von seinem Amt zurück.

### FC Barcelona

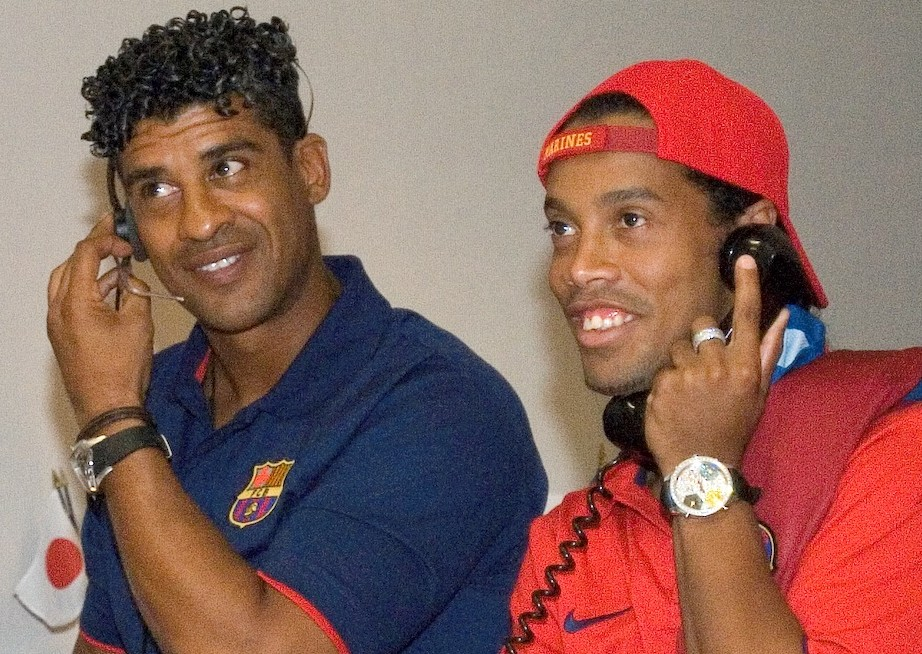
Frank Rijkaard neben Ronaldinho während seiner Zeit als Trainer des FC Barcelona (2006)

Nachdem die Wunschkandidaten Guus Hiddink und Ronald Koeman abgesagt hatten, wurde Rijkaard zur Saison 2003/04 vom FC Barcelona als neuer Cheftrainer verpflichtet. In Barcelona wurde er vom Verein, unter der Führung des neu gewählten Präsidenten Joan Laporta, mit einem Vierjahresvertrag ausgestattet und trat die Nachfolge von Radomir Antić an. Rijkaards erste Saison verlief zunächst durchwachsen. Vor allem in der ersten Saisonhälfte waren die Leistungen äußerst unstet. Durch die Leihe von Rijkaards Ex-Teamkollegen Edgar Davids im Januar 2004 konnten die Leistungen jedoch stabilisiert werden und Barça beendete die Spielzeit auf dem zweiten Platz, was die Qualifikation für die Champions League bedeutete. Im UEFA-Pokal kam man unterdessen bis ins Achtelfinale, wo man mit 0:1 gegen Celtic Glasgow verlor.
Nach dieser ersten titellosen Saison, gelang in der Saison 2004/05 der Gewinn der Meisterschaft, Barcelonas erstem Titel seit dem Meistertitel 1999. Zudem gab Rijkaard im Oktober 2004 dem Akademiespieler Lionel Messi im Ligaspiel gegen Stadtrivale Espanyol seine ersten Spielminuten mit der 1. Mannschaft. In der Champions League scheiterte man im Achtelfinale an Chelsea London unter José Mourinho. Im September 2005 verlängerte Rijkaard seinen noch bis 2007 datierten Vertrag vorzeitig um zwei Jahre.
Im darauffolgenden Jahr konnte Rijkaard den Meisterschaftserfolg wiederholen. Zudem erreichte seine Mannschaft am Ende der Saison das Finale der Champions League. Nach Siegen gegen den FC Chelsea, Benfica Lissabon und AC Mailand traf man im Endspiel in Paris auf Arsenal London unter Arsène Wenger. Nachdem seine Mannschaft lange mit 0:1 hinten gelegen hatte, trotz eines Spielers mehr, konnte das Spiel schlussendlich durch zwei schnelle Treffer in der 76. und 80. Minute durch Samuel Eto’o und Juliano Belletti mit 2:1 gewonnen werden und Rijkaard gewann mit Barcelona nach 1992 das zweite "europäische Double" der Vereinsgeschichte. Durch den Erfolg in Paris wurde Rijkaard nach Miguel Muñoz, Giovanni Trapattoni, Johan Cruyff und Carlo Ancelotti zur fünften Person, die sowohl als Spieler als auch als Trainer die Champions League bzw. den Europapokal der Landesmeister gewann. Für Rijkaard selbst war es nach den drei Titeln als Spieler (1989, 1990, 1995) der vierte Landesmeisterpokal, den er in die Höhe stemmte.
In der Spielzeit 2006/07 misslang die Titelverteidigung in beiden Wettbewerben. Während man in der Champions League frühzeitig bereits im Achtelfinale am FC Liverpool scheiterte, misslang die Titelverteidigung in der Meisterschaft nur äußerst knapp und man wurde zweiter hinter Real Madrid. Bis Saisonende hatte man sich ein Kopf-an-Kopf Rennen gegen den Erzrivalen aus Madrid geliefert und die Spielzeit letztendlich punktgleich beendet. Aufgrund einer schlechteren Bilanz im direkten Vergleich, wurde man daraufhin Vizemeister. 
Das Spieljahr 2007/08 blieb ebenso titellos. Nach dem knappen Kampf um die Meisterschaft im Jahr zuvor war man dieses Mal weit abgeschlagen von der Tabellenführung und beendete die Spielzeit am Ende mit 18 Punkten Rückstand auf Meister Real Madrid auf dem dritten Platz. In der Champions League, wo sich aufgrund der schwachen Leistungen in der Liga, die beste Chance auf einen Titel bot, kam man bis ins Halbfinale, wo man mit 0:1 an dem von Sir Alex Ferguson trainierten Manchester United scheiterte. Nachdem sich im Verlauf der Saison sowohl bei Rijkaard als auch der Mannschaft Ermüdungserscheinungen gezeigt hatten, wurde er im Sommer 2008 vom Verein entlassen und durch Pep Guardiola ersetzt.

### Galatasaray Istanbul
Am 16. Juni 2009 wurde Rijkaard offiziell als Trainer beim türkischen Klub Galatasaray Istanbul ab der Saison 2009/10 benannt. In seinem ersten Jahr wurde die Mannschaft Dritter in der türkischen Meisterschaft. In der darauffolgenden Saison wurde ihm nach dem 8. Spieltag am 20. Oktober 2010 nach Einigung mit dem Klub gekündigt.

### Saudi-arabische Nationalmannschaft
Anfang Juli 2011 unterzeichnete Rijkaard einen Dreijahresvertrag bei der Nationalmannschaft Saudi-Arabiens für den Posten des Cheftrainers. Der Dreijahresvertrag soll mit 6,3 Mio. Euro dotiert gewesen sein. Am 15. Januar 2013 wurde er nach dem Ausscheiden seiner Mannschaft aus dem Golfpokal und der verpassten Qualifikation zur WM 2014 entlassen.

## Erfolge als Trainer

### FC Barcelona
- Spanischer Meister: 2004/05, 2005/06
- Spanischer Supercupsieger: 2005, 2006
- UEFA-Champions-League-Sieger: 2005/06

### Sonstiges
Rijkaard ist neben Miguel Muñoz, Giovanni Trapattoni, Johan Cruyff, Carlo Ancelotti, Pep Guardiola und Zinédine Zidane eine von sieben Personen, die sowohl als Spieler als auch als Trainer die Champions League bzw. den Europapokal der Landesmeister gewannen.